# Фин Роне
Фин Роне (на английски: Finn Ronne) е американски антарктически изследовател, капитан от Военноморските сили на САЩ.

## Произход и ранни години (1899 – 1933)
Роден е на 20 декември 1899 година в селището Хортен, Норвегия. Баща му, Мартин Роне, участва през 1910 – 1911 г. в експедицията на Роалд Амундсен към Южния полюс. Завършва Технически университет в Норвегия, през 1923 г. емигрира в САЩ и през 1929 придобива американско гражданство. Работи като инженер в Westinghouse Electric Corporation.

## Експедиционна дейност (1933 – 1958)

### Участие в експедициите на Ричард Бърд
През 1933 – 1935 и 1939 – 1941 г. участва в експедициите на Ричард Ивлин Бърд. Самостоятелно през лятото, от 15 ноември 1940 до 7 февруари 1941 г., с още един спътник, изследва целия шелфов ледник Джордж VІ (между Антарктическия п-ов на изток и Земя Александър I на запад). На 17 декември 1940 вторично открива залива Едит Роне (72°40′ ю. ш. 73°30′ з. д. / 72.666667° ю. ш. 73.5° з. д.) и на юг от него Брега Инглиш (72 – 76º з.д.).
За 84 дни екипът на Роне преминава около 2000 km, от тях 400 km по неизвестни дотогава пространства, като откриват и нанасят на карта 320 върха и нунатака.

### Самостоятелна експедиция в Антарктида (1947 – 1948)
През 1947 – 1948 г. ръководи частна американска експедиция, която обаче е спонсорирана от правителството, което му доставя два кораба, всъдеходи, три самолета, кучета и оборудване.
В началото на март 1947 г. корабите достигат да старата американска база на остров Стонингтън (край западния бряг на Aнтарктическия п-ов) и през целия зимен сезон (юни-август) участниците се подготвят за предстоящите пътешествия през лятото. През пролетта (октомври) на 1947 г. Роне основава на източното крайбрежие на полуострова друга база, откъдето в началото на ноември изследва южната част на шелфовия ледник Ларсен. На 21 ноември Роне (в качеството си на щурман) и пилота Джеймс Ласитер се отправят в дълъг полет на юг. Те откриват и проследяват около 300 km от западната граница на един от най-големите шелфови ледници на Земята – Едит Роне (75 – 82º ю.ш., 47 – 83º з.д.), на запад, на (75°20′ ю. ш. 63°35′ з. д. / 75.333333° ю. ш. 63.583333° з. д.) откриват п-ов Додсън, а още по-на запад картират леденото плато Йорг. След като достигат до 76° ю.ш. (планината Хасидж, 1676 m), завиват обратно, проследяват около 350 km от северния край на шелфовия ледник Роне и се прибират в базата.
На 12 декември 1947 г., отново заедно с Ласитер, предприема нов полет в източно направление, като открива още 400 km от шелфовия ледник, на 78°00′ ю. ш. 44°30′ з. д. / 78° ю. ш. 44.5° з. д. открива залива Гулд, а далече на юг – част от крайбрежието на континента, което нарича Земя Едит Роне (79 – 82° ю.ш., 35 – 82° з.д.), в чест на жена си, която го съпровожда в тази експедиция като кореспондент.
Експедицията на Фин Роне изследва „бялото петно“ в антарктическия сектор между 35° и 80° з.д. с площ около 1,7 млн. km², като на половината от тази територия той и неговите сътрудници са първооткриватели. Те първи получават сравнително вярна представа за размерите на гигантския шелфов ледник Роне, като установяват западната и южната му граница.

### Нова експедиция в Антарктида (1957 – 1958)
През октомври 1957 г., в нова експедиция в Антарктида, на границата между шелфовите ледници Едит Роне на запад и Филхнер на изток (впоследствие двата шелфови ледника са обединени по названието Филхнер-Роне) открива „остров-възвишение“ Беркнер (79° ю.ш., 51° з.д.).

## Памет
Неговото име носи най-големият шелфов ледник Филхнер-Роне (74° 50` – 82° 10` ю.ш., 47° – 83° з.д.) на Земята.

## Съчинения
- „Our Navy explores Antarctica“, The Nat. Geogr. Mag., 1947;
- „Ronne Antarctic research expedition“, The Geogr. Review, 1948.